# Петраки (Тверская область)
Петраки — деревня в Торопецком районе Тверской области России. Входит в состав Подгородненского сельского поселения.

## Этимология
Название деревни происходит от слова «Петрак», что является вариацией имени Пётр.

## География
Деревня расположена на западе центральной части района. Ближайший населённый пункт — деревня Картошово. Расстояние до Торопца по прямой составляет 17 километров по автодороге — более 27 км.
Климат
Деревня, как и весь район, относится к умеренному поясу северного полушария и находится в области переходного климата от океанического к материковому. Лето с температурным режимом +15…+20 °С (днём +20…+25 °С), зима умеренно-морозная −10…−15 °С; при вторжении арктических воздушных масс до −30…-40 °С.
Среднегодовая скорость ветра 3,5—4,2 метра в секунду.

## История
Впервые деревня Петраки упоминается на топографической карте Фёдора Шуберта, 1867—1906 годов.
На карте РККА 1923—1941 годов обозначена деревня Петраки. Рядом находились исчезнувшие в настоящее время населённые пункты Орсина и Старицы.
До 2005 года деревня входила в состав упразднённого в настоящее время Пчелинского сельского округа, с 2005 входит в состав Подгородненского сельского поселения.

## Население
| 2010 |
| ---- |
| 0    |

По состоянию на 2002 год в деревне проживало 2 человека.
Национальный состав
Согласно результатам переписи 2002 года русские составляли 100 % населения деревни.